# Karl-Heinz von Hassel
Pour les articles homonymes, voir Hassel.
Karl-Heinz von Hassel, né le 8 février 1939 à Hambourg (Allemagne), ville où il est mort le 19 avril 2016, est un acteur allemand (parfois crédité Karl Heinz von Hassel).

## Biographie
Par ailleurs acteur de théâtre à partir de 1961, Karl-Heinz von Hassel apparaît au cinéma dans quatorze films allemands, le premier étant Faust de Peter Gorski (en) (1960, avec Will Quadflieg dans le rôle-titre et Gustaf Gründgens). Il est surtout connu pour avoir joué dans cinq films de Rainer Werner Fassbinder, dont Le Mariage de Maria Braun (1979), Lili Marleen (1981), tous deux avec Hanna Schygulla et Hark Bohm, ou encore Querelle (coproduction franco-allemande), 1982, avec Brad Davis et Jeanne Moreau). Son dernier film sort en 1996.
À la télévision allemande, il contribue à cinquante-huit séries à partir de 1967, dont Tatort (quarante épisodes, 1971-2001) et Le Renard (un épisode, 1988). Il tient son dernier rôle au petit écran dans un épisode (2012) du feuilleton En toute amitié.
S'ajoutent cinquante-et-un téléfilms diffusés entre 1966 et 2004, dont Opération Walkyrie de Franz Peter Wirth (1971, avec Joachim Hansen et Bert Fortell) et La Femme du chef de gare du même Fassbinder (1977, avec Elisabeth Trissenaar et Kurt Raab).
Karl-Heinz von Hassel meurt en 2016, à 77 ans.

## Filmographie partielle

### Cinéma
- 1960 : Faust de Peter Gorski (en) : l'archange Michel
- 1979 : Le Mariage de Maria Braun (Die Ehe der Maria Braun) de Rainer Werner Fassbinder : le procureur général
- 1981 : Lola, une femme allemande (Lola) de Rainer Werner Fassbinder : Timmerding
- 1981 : Lili Marleen de Rainer Werner Fassbinder : Henkel
- 1982 : Le Secret de Veronika Voss (Die Sehnsucht der Veronika Voss) de Rainer Werner Fassbinder : un  médecin de l'asile
- 1982 : Querelle de Rainer Werner Fassbinder : Arbeiter
- 1986 : L'Été du samouraï (de) (Der Sommer des Samurai) de Hans-Christoph Blumenberg : Heidemann
- 1988 : La Fille au vautour (de) (Die Geierwally) de Walter Bockmayer : Stromminger
- 1993 : Die Denunziantin de Thomas Mitscherlich (en) : le directeur de la Deutschen Bank

### Télévision

#### Séries
- 1969 : Les Cavaliers de la route (Polizeifunk ruft), saison 3, épisode 8 Augenzeuge gesucht : un détective
- 1970 : Das Kriminalmuseum, saison 8, épisode 1 Wer klingelt schon zur Fernsehzeit : Darius
- 1971-2001 : Tatort, 40 épisodes : Commissaire Brinkmann et rôles divers
- 1973 : Les Aventures extraordinaires du baron von Trenck (Die Merkwürdige Lebensgeschichte des Friedrich Freiherrn von der Trenck), mini-série, épisode 2 Pour le mérite (Auf der Flucht) : Hauptmann Kalinowski
- 1981 : L'Âge d'or (Goldene Zeiten), mini-série, épisode 1 : Dr Schwarzer
- 1982 : Un cas pour deux (Ein Fall für zwei), saison 2, épisode 1 Brandstiftung : Ellerwein
- 1988 : Le Renard (Der Alte), saison 12, épisode 6 Lettre d'un mort (Brief eines Toten) : Heinz Jakob
- 2012 : En toute amitié (Im aller Freundschaft), feuilleton, saison 14, épisode 41 Noch mal mit Gefühl : Elmar Lenz

#### Téléfilms
- 1968 : Eine Gefangene bei Stalin und Hitler de Paul May : le juge d'instruction
- 1969 : Das Wunder von Lengede de Rudolf Jugert : Gräbner
- 1969 : Marinemeuterei 1917 d'Hermann Kugelstadt : le matelot Max Reichpietsch
- 1970 : Gezeiten d'Eberhard Fechner : Mührmann
- 1970 : Der Portland-Ring d'Helmut Ashley : Major K
- 1971 : Opération Walkyrie (Operation Walküre) de Franz Peter Wirth : Otto-Ernst Remer
- 1971 : Das Abenteuer eines armen Christenmenschen de Fritz Umgelter : un officier royal
- 1971 : Überall ist Wunderland - Erinnerungen an Joachim Ringelnatz de Kurt Wilhelm : rôle non spécifié
- 1973 : Wenn alle anderen fehlen de Fritz Umgelter : le chef du service incendie
- 1973 : Nicht einmal das halbe Leben de Franz Peter Wirth : Christian
- 1974 : Im Vorhof der Wahrheit de Fritz Umgelter : Hauptmann
- 1975 : Stellenweise Glatteis de Wolfgang Petersen : Franz Weigel
- 1976 : Vier gegen die Bank de Wolfgang Petersen : le gangster Manfred
- 1977 : La Femme du chef de gare (Bolwieser) de Rainer Werner Fassbinder : Windegger
- 1977 : Planübung de Wolfgang Petersen : l'agent de liaison
- 1984 : Don Carlos de Franz Peter Wirth : Amiral Herzog von Medina Sidonia
- 1985 : Der Hochzeitstag de Konrad Sabrautzky : Robert
- 1986 : Zerbrochene Brücken de Franz Peter Wirth : Comte Westerholt
- 1989 : Le Témoin de la dernière chance (Affäre Nachtfrost) de Sigi Rothemund : un collègue de Seyfried
- 1996 : Zwei Leben hat die Liebe de Peter Timm : rôle non spécifié